# Powiat Inowrocławski
Der Powiat Inowrocławski ist ein Powiat (Kreis) in der polnischen Woiwodschaft Kujawien-Pommern. Der Powiat hat eine Fläche von 1225 km², auf der 160.000 Einwohner leben.

## Geschichte
Vorgänger war der Kreis Hohensalza. 1925 wurde die Stadt Inowrocław als kreisfreie Stadt (miasta na prawach powiatu) ausgegliedert. Der Powiat Inowrocławski gehörte von 1920 bis 31. März 1938 zur Woiwodschaft Posen und kam im Zuge einer Gebietsreform am 1. April 1938 an die damalige Woiwodschaft Großpommerellen.

## Gemeinden
Der Powiat umfasst neun Gemeinden; davon eine Stadtgemeinde, vier Stadt-und-Land-Gemeinden und vier Landgemeinden.

### Stadtgemeinde
- Inowrocław (Inowrazlaw, Hohensalza)

### Stadt-und-Land-Gemeinden
- Gniewkowo (Argenau)
- Janikowo (Janikowo, Amsee)
- Kruszwica (Kruschwitz)
- Pakość (Pakosch)

### Landgemeinden
- Dąbrowa Biskupia (Louisenfelde)
- Inowrocław (Hohensalza)
- Rojewo (Roneck)
- Złotniki Kujawskie (Zlottnik).